# Festung Užice

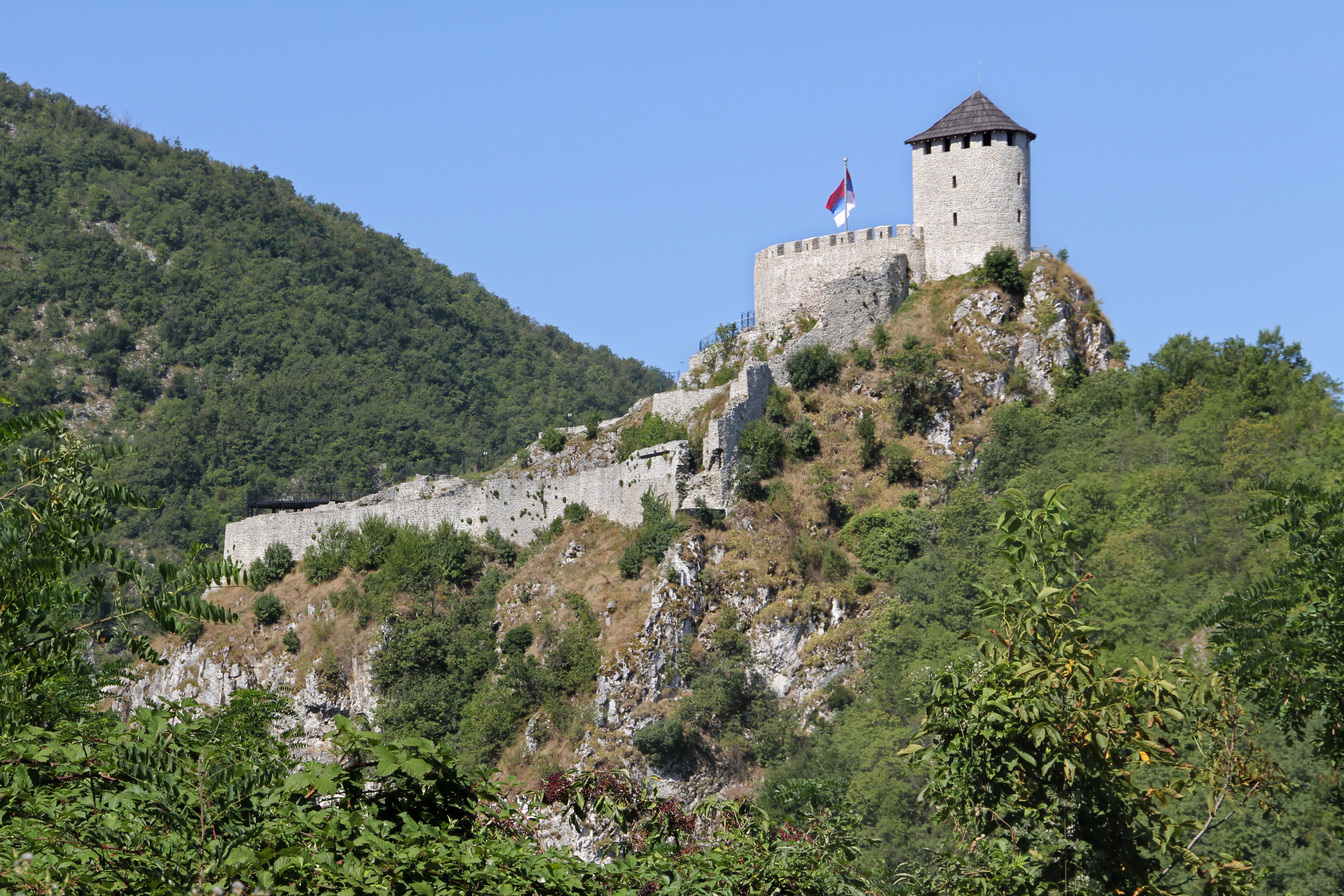
Festung Užice

Die Festung Užice (serbisch Ужички Град Užički Grad), auch bekannt als Stari Grad (Alte Stadt), ist eine mittelalterliche Festung auf einem hohen, steilen Felsen über der Stadt Užice in Westserbien. Jahrhundertelang lag sie in Trümmern, wird aber seit einigen Jahren umfassend rekonstruiert. Die erste Phase, die Wiederherstellung der Zitadelle (Obere Festung), wurde Ende 2023 abgeschlossen. Dadurch ist die Festung für Besucher wieder zugänglich.
Die Festung ist als Kulturgut von großer Bedeutung der Republik Serbien eingestuft.

## Geschichte

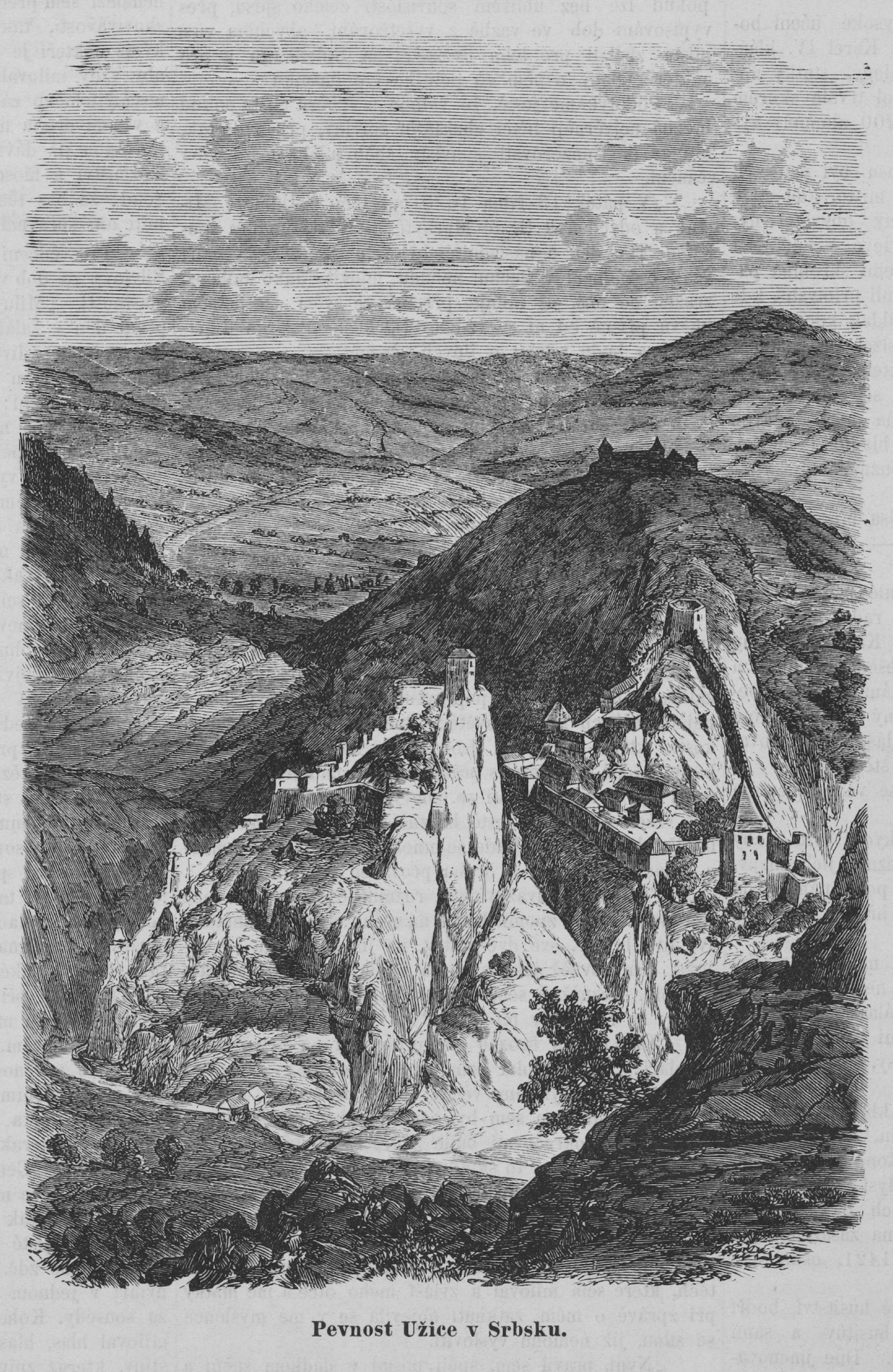
Die Festung im Jahr 1864

Die Festung wurde wahrscheinlich in der zweiten Hälfte des 14. Jahrhunderts vom Adelsgeschlecht der Vojinović erbaut, um die Stadt Užice und die Handelsroute zu schützen, die durch das Tal des Flusses Đetinja führte. Sie war zunächst der Sitz von Vojislav Vojinović und später von seinem Neffen, dem mächtigen Groß-Župan Nikola Altomanović.
Das bedeutendste Ereignis in der Geschichte der Festung fand im November 1373 statt, als die verbündeten Heere des serbischen Fürsten Lazar Hrebeljanović, des bosnischen Bans Tvrtko I. und des ungarischen Königs Ludwig I. Nikola Altomanović in der Festung belagerten. Nach kurzer Belagerung ergab sich Altomanović, wurde geblendet und seine Ländereien wurden unter den Siegern aufgeteilt.
Nach der osmanischen Eroberung behielt die Festung ihre militärische Bedeutung. Die osmanische Garnison verließ die Festung Ende 1862 gemäß einem Abkommen mit dem serbischen Fürsten Mihailo Obrenović. Anfang 1863 wurde die Festung absichtlich gesprengt, um eine weitere militärische Nutzung zu verhindern, und lag seitdem in Trümmern.

## Rekonstruktion
Nach Jahrzehnten des Verfalls wurde ein umfangreiches Rekonstruktionsprojekt gestartet, um die Festung zu erhalten und für den Tourismus zu erschließen.
Phase 1
Umfasste die vollständige Wiederherstellung der Zitadelle (Obere Festung). Die Arbeiten, einschließlich der Konservierung der Mauern, archäologischer Forschungen und des Baus von Wegen und Aussichtspunkten, wurden im Oktober 2023 abgeschlossen.
Phase 2
Die Arbeiten an der Mittleren Festung werden fortgesetzt, mit besonderem Augenmerk auf den Wiederaufbau des Wasserturms (Vodena kula), eines dominanten sechsstöckigen Bauwerks innerhalb der Mauern.